# THANK YOU 4 EVERY DAY EVERY BODY
「THANK YOU 4 EVERY DAY EVERY BODY」（サンキュー・フォー・エヴリ・デイ・エヴリ・バディ）は、日本の歌手・鈴木あみの11枚目のシングル。2000年4月12日にTRUE KiSS DiSCよりリリースされた。

## 解説
- 当初は8cmシングルが2枚(タイトル未定)出ることが発表されていたが、発売中止となり、本作が発表された。
- アルバム収録は『INFINITY EIGHTEEN Vol.2』。
- 作詞に本人自身も参加。カップリング曲の「I really wanna tell」は、初めて男性ラップ（CUEZERO）がフィーチャーされている。
- オリコン初登場1位。
- この曲で大晦日の第51回NHK紅白歌合戦(NHK紅白歌合戦)に出場。

## 収録曲
1. THANK YOU 4 EVERY DAY EVERY BODY
作詞：小室哲哉・鈴木あみ・前田たかひろ／作曲·編曲：小室哲哉
コダック「スナップキッズ」CMイメージソング
2. I really wanna tell
作詞：小室哲哉・前田たかひろ／作曲·編曲：小室哲哉
カネボウ「プロスタイルシャンプー」CMイメージソング
3. THANK YOU 4 EVERY DAY EVERY BODY (club collapse remix)
4. I really wanna tell (confession remix)